# زیاد بن ابیه
زیاد بن اَبیه (حدود ۱ هجری/۶۲۳ م در طائف – ۵۳ یا ۵۴ ه‍.ق/ ۶۷۳ در بصره) فرمانده جنگی و حکمران عرب بود. او از شخصیت‌های مهم در خلافت‌های پیاپی راشدین و اموی در میانه قرن هفتم میلادی بود. وی بین سال‌های ۶۶۵ تا ۶۷۰ میلادی به عنوان والی بصره خدمت کرد و در نهایت، از سال ۶۷۰ تا زمان مرگش، نخستین والی عراق و در عمل نایب‌السلطنه خلافت در شرق شد.
پس از به خلافت رسیدن علی ابن ابی‌طالب، زیاد ابتدا در بصره تحت فرمان عبدالله بن عباس، والی منصوب علی مشغول به کار شد. او وظیفه جمع‌آوری مالیات (خراج) و نظارت بر خزانه را بر عهده داشت و به حدی مورد اعتماد علی قرار گرفت که حتی به ابن عباس توصیه کرد تا با مشورت زیاد اقدام کند. اندکی بعد او به حکم خلیفه چهارم، به فرمانداری فارس منصوب شد. در جریان فتنه اول، معاویه در نامه‌ای او را به بیعت فراخواند اما با توهین و تحقیر او مواجه شد. پس از کشته شدن علی در سال ۶۶۱ میلادی، زیاد از آخرین کارگزاران علی بود که در برابر حکومت معاویه مقاومت کرد. او در قلعه‌ای در نزدیکی اصطخر فارس مستقر شد و از به رسمیت شناختن خلافت معاویه خودداری کرد. معاویه برای تحت فشار گذاشتن زیاد، سه پسر او را در بصره به اسارت گرفت و تهدید به قتل آنها کرد. در نهایت، با وساطت مغیره بن شعبه (والی کوفه از سوی معاویه)، زیاد تسلیم شد و حکومت معاویه را پذیرفت. معاویه برای جلب حمایت زیاد، او را به عنوان برادر ناتنی خود معرفی کرد و وی را والی بصره و سپس کل عراق کرد.
با چیرگی معاویه بن ابی سفیان بر امت اسلامی، زیاد بن ابیه تحت تاثیر او به مخالف سرسخت حسن مجتبی، فرزند علی بن ابی طالب بدل شد و بسیاری از وفاداران به او من جمله حجر بن عدی را دستگیر و به دمشق فرستاد. در دوره زمامداری او بر عراق، سبّ و لعن علی در منابر و خطبه‌های نماز جمعه به امری عادی تبدیل شده بود. منابع شیعی مسموم شدن حسن مجتبی را در نتیجه اقدامات او می‌دانند.

## علت نامگذاری
مادر زیاد سمیه کنیز عرب یا هندی بود و با مردان متعددی ارتباط داشت از این رو پدر وی نامشخص بود و وی زیاد بن ابیه (زیاد پسر پدرش) خوانده می‌شد، همچنین به زیاد بن امه (زیاد پسر مادرش)، زیاد بن سمیه و زیاد بن عاص نیز شهرت داشت. البته برخی هم برده‌ای رومی را پدرش می‌دانستند. در زمان عمر، ابوسفیان او را پسر خود دانست اما علی بن ابی طالب او را برای این سخنش نکوهش کرد.

## زندگی
در سال ۶۵۹ میلادی(۳۹ قمری)، علی ابن ابی طالب پیشوای شیعیان او را به مأموریت جنگی در اصطخر ایران فرستاد. علی بن ابی طالب، او را به حکمرانی فارس و کرمان برگزید. پس از کشته شدن علی بن ابی طالب، معاویه بن ابی سفیان با حسن ابن علی عهدنامه صلح بست. پس از تحکیم پایه‌های خلافت معاویه، مغیره بن شعبه، زیاد را به دمشق دعوت کرد. معاویه زیاد را به دربار دمشق جلب کرد، او را برادر خود خواند و اعلام کرد که سمیه، مادر زیاد در جاهلیت با ابوسفیان همبستر شده‌است و زیاد پسر ابو سفیان است؛ و در سال ۴۴ ه‍. ق حکومت کوفه و بصره را به زیاد سپرد. در سال ۶۷۱ میلادی، زیاد موفق به فتح مرو گردید. زیاد در سال ۶۷۳ فوت و عبیدالله بن زیاد به جانشینی او برگزیده شد.

## روابط زیاد بن ابیه با معاویه
زیاد از طرف علی بن ابی‌طالب در اصطخر فارس حکومت می‌کرد و معاویه در زمان علی نامه‌ای برای او نوشته و او را به طرف خود دعوت و تهدید کرده بود؛ زیاد هم در پاسخ او نوشت:
«نامه‌ی تو به دستم رسید، ای فرزند بازمانده‌ی احزاب و ای فرزند ستون نفاق و ای فرزند خورنده‌ی جگرها! تو مرا تهدید می‌کنی در حالی‌که بین من و تو، پسر عموی رسول خدا قرار دارد که با هفتاد هزار نفر شمشیر به‌دوش آماده‌اند؛ به خداوند سوگند اگر بخواهی با تیر مرا هدف قرار دهی، من با شمشیر خون‌ریز به طرف تو خواهم آمد.»
هنگامی‌که زیاد شنید عبدالله بن عامر در بصره امیر شده‌است، در یکی از قلعه‌های فارس که اکنون به نام «قلعه‌ی زیاد» معروف می‌باشد، متحصّن شد و بُسر بن ارطاة فرزندان او، یعنی عبید الله و سالم و محمد را دستگیر کرد.